# San Marinos MotoGP 2007
San Marino och Riviera della Riminis MotoGP 2007 var ett race som kördes på Misano World Circuit den 2 september.

## MotoGP
Racet var väldigt händelselöst för att vara MotoGP och till och med Valentino Rossi gick ut och sa att MotoGP kan vara tråkigt att titta på. Det som framförallt kritiserades var vändningen av banorna, vilket gjorde att kurvorna nöp till, istället för att öppna sig, och det bästa omkörningsstället försvann, eftersom det var en högfartskurva i 250 km/h, istället för en hårnål efter den längsta rakan. Bland annat Casey Stoner sågade banan i en TV-intervju. Dock var australiern så överlägsen på sin Ducati att han förmodligen ändrade inställning till banan. Han vann med fem sekunder före landsmannen Chris Vermeulen, trots att han backade av mot slutet av loppet. Valentino Rossis realistiska titelförhoppningar försvann definitivt med ett motorhaveri på det sjätte varvet, medan HRC-förarna Nicky Hayden och Dani Pedrosa kolliderade i starten. Således var topp-fem Bridgestonecyklar. Under kvalet bjöds det även på en klassisk bild, när Rossi trott att han tagit pole, men vänder sig om och ser på en storbildsskärm hur Stoner slår hans tid.

### Resultat
| Plats | Förare           | Märke    | Grid | Kvaltid  |
| ----- | ---------------- | -------- | ---- | -------- |
| 1     | Casey Stoner     | Ducati   | 1    | 1.33,918 |
| 2     | Chris Vermeulen  | Suzuki   | 8    | 1.34,717 |
| 3     | John Hopkins     | Suzuki   | 5    | 1.34,536 |
| 4     | Marco Melandri   | Honda    | 12   | 1.35,236 |
| 5     | Loris Capirossi  | Ducati   | 13   | 1.35,283 |
| 6     | Carlos Checa     | Honda    | 7    | 1.34,628 |
| 7     | Toni Elías       | Honda    | 15   | 1.35,632 |
| 8     | Anthony West     | Kawasaki | 10   | 1.34,939 |
| 9     | Colin Edwards    | Yamaha   | 9    | 1.34,768 |
| 10    | Shinya Nakano    | Honda    | 14   | 1.35,389 |
| 11    | Alex Hofmann     | Ducati   | 19   | 1.36,659 |
| 12    | Sylvain Guintoli | Yamaha   | 11   | 1.35,202 |
| 13    | Nicky Hayden     | Honda    | 3    | 1.34,469 |
| 14    | Makoto Tamada    | Yamaha   | 16   | 1.35,865 |
| 15    | Kurtis Roberts   | KR-Honda | 18   | 1.36,605 |
| 16    | Alex Barros      | Ducati   | 17   | 1.35,897 |
| 17    | Valentino Rossi  | Yamaha   | 2    | 1.34,094 |
| 18    | Randy de Puniet  | Kawasaki | 4    | 1.34,506 |
| 19    | Dani Pedrosa     | Honda    | 6    | 1.34,580 |